# حي الريده وقصيعر (حضرموت)
حي الريدة وقصيعر هو أحد أحياء مدينة قصيعر بمحافظة حضرموت اليمنية. يبلغ تعداد سكانه 5984 نسمة حسب التعداد السكاني في اليمن لعام 2004.